# Graeme McGregor
Graeme McGregor (Sídney, 26 de diciembre de 1951) es un expiloto de motociclismo australiano, que compitió en el Campeonato del Mundo de Motociclismo desde 1979 a 1984. En 1984 venció en el TT de la Isla de Man en la categoría de Junior TT (250cc) con EMC-Rotax

## Resultados en el Campeonato del Mundo
Sistema de puntuación desde 1950 hasta 1968:
| Posición | 1.º | 2.º | 3.º | 4.º | 5.º | 6.º |
| Puntos   | 8   | 6   | 4   | 3   | 2   | 1   |

### Carreras por año
(Carreras en negrita indica pole position, carreras en cursiva indica vuelta rápida)
| Año  | Cat.  | Equipo       | Moto    | 1      | 2       | 3       | 4       | 5       | 6     | 7      | 8       | 9      | 10     | 11    | 12    | 13    | Pts. | Pos. |
| ---- | ----- | ------------ | ------- | ------ | ------- | ------- | ------- | ------- | ----- | ------ | ------- | ------ | ------ | ----- | ----- | ----- | ---- | ---- |
| 1979 | 250cc | Yamaha       | VEN -   |        | GER -   | NAT -   | ESP -   | YUG -   | NED - | BEL 5  | SWE -   | FIN -  | GBR 4  | GBR - | FRA - |       | 14   | 15.º |
| 1979 | 350cc | Yamaha       | VEN -   | AUT -  | GER -   | NAT -   | ESP -   | YUG -   | NED 6 |        |         | FIN -  | GBR -  | CZE - | FRA - |       | 5    | 23.º |
| 1980 | 250cc | Cotton       | NAT -   | ESP -  | FRA -   | YUG -   | NED Ret | BEL Ret | FIN - | GBR -  | CZE -   | GER 4  |        |       |       |       | 12   | 14.º |
| 1980 | 350cc | Yamaha       | NAT -   |        | FRA -   |         | NED 9   |         |       | GBR 11 | CZE 14  | GER 9  |        |       |       |       | 4    | 22.º |
| 1981 | 250cc | Yamaha       | ARG -   |        | GER 10  | NAT Ret | FRA DNQ |         | YUG - | NED 11 | BEL Ret | RSM -  | GBR 3  | FIN - | SWE - | CZE - | 11   | 18.º |
| 1981 | 350cc | Yamaha       | ARG -   | AUT -  | GER 7   | NAT 7   |         |         | YUG - | NED 5  |         |        | GBR 14 |       |       | CZE - | 14   | 10.º |
| 1982 | 250cc | Rotax Waddon |         |        | FRA -   | ESP -   | NAT -   | NED 6   | BEL 2 | YUG -  | GBR -   | SWE -  |        |       | RSM - | GER - | 17   | 16.º |
| 1982 | 350cc | Yamaha       | ARG Ret | AUT 14 | FRA 18  |         | NAT -   | NED Ret |       |        | GBR Ret |        | FIN -  | CZE - |       | GER - | 0    | -    |
| 1983 | 250cc | Bartol       | RSA -   | FRA -  | NAT Ret | GER -   | ESP -   | AUT -   | YUG - | NED 19 | BEL 26  | GBR 10 | SWE -  |       |       |       | 1    | 32.º |
| 1984 | 250cc | EMC          | RSA -   | NAT -  | ESP -   | AUT -   | GER -   | FRA -   | YUG - | NED -  | BEL -   | GBR 22 | SWE -  | RSM - |       |       | 0    | -    |